# Timeliopsis
A Timeliopsis a madarak osztályának verébalakúak (Passeriformes) rendjébe és a mézevőfélék (Meliphagidae) családjába tartozó nem.

## Rendszerezésük
A nemet Tommaso Salvadori olasz ornitológus írta le 1876-ban, az alábbi 2 vagy 3 faj tartozik:
- bozóti mézevő (Timeliopsis fulvigula)
- egyenescsőrű mézevő (Timeliopsis griseigula)
- zöldkabátos mézevő (Timeliopsis fallax[2] vagy Glycichaera fallax)[1]